# Natalija Kočergina
Natalija Kočergina (russisch Наталья Кочергина, Natalja Kotschergina; * 17. April 1985 in Oleksijewo-Druschkiwka, Ukrainische SSR, Sowjetunion) ist eine litauische Skilangläuferin und Biathletin.

## Karriere
Natalija Kočergina aus Visaginas war zunächst Skilangläuferin. 2003 bestritt sie in Kremnica ihr erstes FIS-Rennen. Die Nordischen Juniorenweltmeisterschaften 2005 in Rovaniemi wurden zur ersten internationalen Meisterschaft, bei der Kočergina 64. der Doppelverfolgung wurde, 68. im Klassik-Sprint und 57. im 5-km-Freistilrennen. Zwischen 2007 und 2009 folgten weitere internationale Einsätze in baltischen Ländern im Rahmen des Scandinavian Cups. Vordere Platzierungen konnte die Litauerin nicht erreichen. National war sie weiter erfolgreich und sicherte sich bei den Meisterschaften auf Rollski im Sommer 2010 in Ignalina den Titel über 5 km im freien Stil.
Zum Ende des Jahrzehnts wechselte Kočergina vom Langlauf zum Biathlonsport. Bei den Landesmeisterschaften im Juli 2010 belegte sie hinter Diana Rasimovičiūtė Platz zwei im Sprint. In Duszniki-Zdrój nahm sie an den Sommerbiathlon-Weltmeisterschaften 2010 teil und startete damit bei ihren ersten internationalen Meisterschaften im Biathlon. Im Sprint belegte sie den 29. Platz und wurde im darauf basierenden Verfolgungsrennen 27.
Seit Beginn der Saison 2012/2013 gehört Natalija Kočergina zum Weltcupteam Litauens im Biathlon. Beim Sprintrennen in Oberhof konnte sie mit Rang 35 zum ersten Mal Weltcuppunkte gewinnen. Ein Jahr später schaffte sie es, bei ihrem zweiten Punktgewinn im Weltcup an selber Stelle 30. zu werden.

## Statistiken

### Platzierungen im Biathlon-Weltcup
Die Tabelle zeigt alle Platzierungen (je nach Austragungsjahr einschließlich Olympische Spiele und Weltmeisterschaften).
- 1.–3. Platz: Anzahl der Podiumsplatzierungen
- Top 10: Anzahl der Platzierungen unter den ersten zehn (einschließlich Podium)
- Punkteränge: Anzahl der Platzierungen innerhalb der Punkteränge (einschließlich Podium und Top 10)
- Starts: Anzahl gelaufener Rennen in der jeweiligen Disziplin
- Staffel: inklusive Mixed- und Single-Mixed-Staffeln

| Platzierung              | Einzel | Sprint | Verfolgung | Massenstart | Staffel | Gesamt |
| ------------------------ | ------ | ------ | ---------- | ----------- | ------- | ------ |
| 1. Platz                 |        |        |            |             |         |        |
| 2. Platz                 |        |        |            |             |         |        |
| 3. Platz                 |        |        |            |             |         |        |
| Top 10                   |        |        |            |             |         |        |
| Punkteränge              | 1      | 5      |            |             | 52      | 58     |
| Starts                   | 27     | 84     | 13         |             | 52      | 176    |
| Stand: 31. Dezember 2021 |        |        |            |             |         |        |

### Olympische Winterspiele
Ergebnisse bei Olympischen Winterspielen:
|                                             | Einzelwettbewerbe | Einzelwettbewerbe | Einzelwettbewerbe | Einzelwettbewerbe | Staffelwettbewerbe | Staffelwettbewerbe |
| Sprint                                      | Verfolgung        | Einzel            | Massenstart       | Damenstaffel      | Mixedstaffel       |                    |
| ------------------------------------------- | ----------------- | ----------------- | ----------------- | ----------------- | ------------------ | ------------------ |
| Olympische Winterspiele 2018 \| Pyeongchang | 80.               | –                 | 30.               | –                 | –                  | 19.                |